# Koen Bijen
Koen Bijen, född den 27 juli 1998 i Leiden, är en nederländsk landhockeyspelare.

## Karriär
Koen Bijen ingick i Nederländernas landhockeylag som tog guld vid OS 2024.